# Karl Larsson (musiker)
Karl Larsson, född 1979, är sångare, gitarrist och låtskrivare i gruppen Last Days of April. Utöver detta har han gett ut skivor under eget namn.

## Diskografi (solo)

### Album
- 2005 - Pale as Milk

### Singlar
- 1999 - I'll Keep the Sun, Moon and Stars Right Here

### Fotnoter
1. ↑  ”Karl Larsson”. Sveriges Radio. http://sverigesradio.se/sida/artikel.aspx?programid=4283&artikel=5060726. Läst 19 maj 2012.